# 森永のおいしい牛乳
森永のおいしい牛乳（もりながのおいしいぎゅうにゅう）は森永乳業の牛乳のブランド名である。

## 概要
森永のおいしい牛乳は濃い青色に牛乳瓶をあしらったデザインのパック牛乳である。2003年9月30日発売開始。開発当時、明治乳業の明治おいしい牛乳が、パック牛乳としては異例のヒット作となっていたため、森永乳業ではそれに対抗するべくおいしい牛乳の開発に乗り出すこととなった。森永では何がおいしいのかを考え、開発を開始。全国の600名もの酪農家にアンケートを実施し、おいしさとは何かを追求した。その結果牛乳のおいしさには、自然キレとコクが必要であるという結論に至り、そこに重点を置いたFTP製法の開発によって製品化にこぎつけた。ちなみに、パッケージデザインなどのブランド構築（ブランディング）はランドーアソシエイツが行った。発売当時には久保純子を起用し、コマーシャルを行った。

## 製品の特徴
- 生乳100%の成分無調整牛乳。
- 独自の殺菌方法、FTP製法（Fresh Taste Process製法の略）を用いている。FTP製法を用いることで、蒸気を用いた殺菌を行うため、加える熱を最小限に抑えることができ、また、脂肪がちょうど良い大きさで均一になるため自然のキレとコクを味わうことができるとされる。
- また公式HPでは「濃い青色のパッケージは高級感を与えると共に光から牛乳を守る。そのため新鮮な状態が長続きする」と謳われている。

## ラインナップ
現在
- 森永のおいしい牛乳

2003年9月30日発売開始。成分無調整牛乳。500mlと1000mlがある。一連の「森永のおいしいシリーズ」としては唯一、全国で発売される。
森永のおいしい牛乳
- 森永のおいしい低脂肪牛乳

2006年4月13日発売開始。発売当初は調整牛乳に属していたが、のちに低脂肪牛乳に変更となった。500mlと1000mlがある。水色のパッケージが特徴。北海道、および九州エリアのみ未発売。
森永のおいしい低脂肪牛乳
- 森永のおいしい高たんぱく脂肪0（ゼロ）

2020年10月6日発売開始。加工乳。後述する「森永のおいしい無脂肪乳」の後継製品であり、500mlと1000mlがある。深緑色のパッケージが特徴。首都圏（東京・関東）、中部（東海・北陸）、関西 エリア以外は未発売。
森永のおいしい高たんぱく脂肪0
過去
- 森永のおいしい無脂肪乳

2007年3月27日発売開始。加工乳。1000ml。緑色のパッケージが特徴。首都圏（東京・関東）、中部（東海・北陸）、関西 エリア以外は未発売。
森永のおいしい無脂肪乳